# 全国高等学校書道パフォーマンスグランプリ
全国高等学校書道パフォーマンスグランプリ（ぜんこくこうとうがっこうしょどうパフォーマンスグランプリ）とは、毎年イオンモールにて行われる学生大会のことである。
2021年から開始。高校生がタテ4m×ヨコ6mの専用用紙に音楽に載せながら書道を行い、7分以内に作品を完成させる大会である。
決勝大会は全国11の地方大会優勝校と関東大会準優勝校、前年度優勝校の計13校で競う。
イオンモールが主催者となっていることから、地方大会及び決勝大会は全国の各イオンモールにて行われている。

## 決勝大会の結果
| 年度   | 開催日時      | 場所                   | 優勝                 | 準優勝                                | 第3位                                     | 出典   |
| ------ | ------------- | ---------------------- | -------------------- | ------------------------------------- | ----------------------------------------- | ------ |
| 2021年 | 2022年1月23日 | イオンモール幕張新都心 | 仙台育英学園高等学校 | 水戸葵陵高等学校                      | 松本蟻ケ崎高等学校                        | [ 7 ]  |
| 2022年 | 2023年1月8日  | イオンモール岡山       | 仙台育英学園高等学校 | 本庄東高等学校                        | 兵庫県立伊川谷北高等学校                  | [ 8 ]  |
| 2023年 | 2024年1月7日  | イオンモール幕張新都心 | 仙台育英学園高等学校 | 本庄東高等学校                        | 兵庫県立伊川谷北高等学校 熊本中央高等学校 | [ 9 ]  |
| 2024年 | 2025年1月12日 | イオンモール幕張新都心 | 本庄東高等学校       | 仙台育英学園高等学校 水戸葵陵高等学校 | なし                                      | [ 11 ] |

## 大会運営
- 主催

イオンモール、イオンリテール
- 特別協賛

大塚製薬
- 協賛

丸住製紙、呉竹、全国書道用品生産連盟、ノートルダム清心女子大学、萩原工業、愛媛県書道用紙連合会、イオンコンパス、中国大洋工芸
- 後援

文部科学省、全国都道府県教育委員会連合会、公益社団法人全国高等学校文化連盟、全日本高等学校書道教育研究会、書道パフォーマンス甲子園実行委員会、全国高等学校長協会、香川県教育委員会、愛知県教育委員会、岡山県教育委員会、兵庫県教育委員会、宮城県教育委員会、広島県教育委員会、愛媛県教育委員会、埼玉県教育委員会、大阪府教育委員会、千葉県教育委員会

## テレビ放送
決勝大会の模様はBSよしもと及び千葉テレビにてダイジェスト版として放送されている。